# スペイン・モロッコ間送電線
スペイン・モロッコ間送電線は、スペインのタリファ基地とモロッコのファルディウア基地を結ぶ海底送電線である。このケーブルの目的は、ヨーロッパとアフリカ間のエネルギーインフラを接続することである。
スペインとモロッコの相互接続には、1997年と2006年に敷設されたした2系統の400kV線があり、合計800MWの電力を持ち、各回路に3本、予備用に1本の合計7本のケーブルで構成されている。

## さらなる拡張
両国は、700MWの容量を持つ第3の400kV送電線を建設し、ネットワークを拡張する計画がある。このプロジェクトの費用は1億6900万ドルで、スペインとモロッコで均等に負担する予定。

## 輸出入の逆転
かつて2017年には50億kWhの電気をスペインから輸入していた。ところが再生可能エネルギーの低コスト化、発展に伴い、2019年に形勢が逆転。7億7000万kWhの電気を輸出するようになった。

## 西サハラ問題
モロッコで発電される再生可能エネルギーの35％が領有権の争われている西サハラで発電されているとされ、同地域のモロッコ支配を深めるのではないかとNGOから批判されている。